# Félix Pío de Aramburu y Zuloaga
Félix Pío de Aramburu i Zuloaga (Oviedo, 5 de maig de 1848 – Madrid, 30 d'abril de 1913) fou un jurista i poeta romàntic asturià.

## Trajectòria professional
Des de la seva adolescència va donar mostres d'una marcada inclinació literària, mentre cursava Dret en la Universitat d'Oviedo, en la qual el seu pare també va ser un distingit catedràtic. Acabada brillantment la carrera en 1869, a l'any següent es va doctorar per la Universitat Central de Madrid i va donar començament la seva vida de docent, com a auxiliar de la Universitat d'Oviedo. També per aquest temps va ser membre de la Junta local de Primer Ensenyament. També va estudiar Filosofia i Lletres i Art. En 1876 va obtenir, per oposició, la càtedra d'ampliació de Dret civil i codis de la Universitat de Santiago de Compostel·la, i el mateix any va aconseguir permutar-la per la d'Història i Elements de Dret Romà a la Universitat d'Oviedo, de la qual anava a constituir un dels majors prestigis en la seva època més daurada.
Degà i vice-rector des de 1886, en 1888 és nomenat rector, i exerceix fins a 1905 quan el succeeix Fermín Canella Secades. Sota el seu rectorat s'inicià l'Extensió Universitària. Des de 1887 va ser membre del Tribunal Contenciós-Administratiu. Va ser també director del Museu Arqueològic, secretari i professor de l'Escola d'Arts i Oficis d'Oviedo, vicedirector de la Societat Econòmica d'Amics del País i de l'Associació de Ramaders.
En 1887 publica La nueva ciencia penal que obté la Medalla de Plata de l'Exposició Universal de Barcelona de 1888. La seva fama de penalista arriba a Itàlia, a Alemanya, a Rússia, i a tot arreu s'admira la seva obra com a fonamental, serena i independent.
Des de 1901 fins a la seva defunció va ser senador per la Universitat d'Oviedo. Conseller d'Instrucció Pública (1902), professor de l'Escola de Criminologia, catedràtic d'Estudis Superiors de Dret en la Universitat Central, Acadèmic de la de Ciències Morals i Polítiques i Magistrat del Tribunal Suprem. Des de 1905 va haver de fixar la seva residència a Madrid, on va morir, traslladant-se posteriorment el seu cos per ser enterrat a Ribadesella.

## Producció literària
La majoria dels seus treballs literaris es recullen en la Revista de Asturias, que primer va tenir el nom d'Ecos del Nalón, revista de la que en fou director (entre els anys 1877 i 1883) i en la que va popularitzar el pseudònim de Saladino i on va escriure en asturlleonès amb el pseudònim Sico Xuan de Sucu; però també la Illustración Gallega y Asturiana va publicar moltes poesies i treballs seus.
La seva Monografía de Asturias va ser guardonada per la Reial Acadèmia de la Història amb el Premi al Talent (1903).
Va ser un defensor de la cultura asturiana formant part de la cultura d'Astúries. A part de les obres ja citades i multitud de memòries, informes i discursos, va escriure un drama en vers titulat Vida por honra (Oviedo, 1878), Tres cuentos (Madrid, 1879), Un voto en pro del juicio oral en materia civil (Oviedo, 1890), Historias de pájaros que parecen hombres (Oviedo, 1903), que és una recopilació de poesies ja publicades en la Revista de Asturias, Covadonga en l'obra Asturias d'Octavio Bellmunt i Fermín Canella Secades, i multitud d'altres treballs en altres llibres i revistes.